# Barbados na Mistrzostwach Świata w Lekkoatletyce 2022
Barbados na Mistrzostwach Świata w Lekkoatletyce 2022 – reprezentacja Barbadosu podczas mistrzostw świata w Eugene liczyła 3 zawodników występujących w 3 konkurencjach.

## Medaliści
| Medal | Zawodnik      | Konkurencja   | Rezultat | Data     |
| ----- | ------------- | ------------- | -------- | -------- |
| brąz  | Sada Williams | bieg na 400 m | 49,75    | 22 lipca |

## Skład reprezentacji

### Kobiety
| Zawodniczka   | Konkurencja   | Elimincje | Elimincje | Półfinał | Półfinał | Finał | Finał   | Źródło            |
| Zawodniczka   | Konkurencja   | Wynik     | Pozycja   | Wynik    | Pozycja  | Wynik | Pozycja | Źródło            |
| ------------- | ------------- | --------- | --------- | -------- | -------- | ----- | ------- | ----------------- |
| Sada Williams | bieg na 400 m | 51,05     | 7. Q      | 50,12    | 4.       | 49,75 | brąz    | [ 1 ] [ 2 ] [ 3 ] |

### Mężczyźni
| Zawodnik         | Konkurencja                | Elimincje | Elimincje | Półfinał | Półfinał | Finał | Finał   | Źródło            |
| Zawodnik         | Konkurencja                | Wynik     | Pozycja   | Wynik    | Pozycja  | Wynik | Pozycja | Źródło            |
| ---------------- | -------------------------- | --------- | --------- | -------- | -------- | ----- | ------- | ----------------- |
| Jonathan Jones   | bieg na 400 m              | 45,46     | 5. Q      | 44,78    | 6. q     | 46,13 | 8.      | [ 4 ] [ 5 ] [ 6 ] |
| Shane Brathwaite | bieg na 110 m przez płotki | 13,47     | 13. Q     | 13,21    | 5. q     | DSQ   | DSQ     | [ 7 ] [ 8 ] [ 9 ] |